# Christer Lingström
Christer Lingström, född 7 augusti 1957, är en svensk kock och krögare.
Han drev mellan 1983 och 2008 Edsbacka krog i Sollentuna och lyckades föra den till att bli den första restaurangen i Sverige med två stjärnor i Michelinguiden. Lingström blev Årets kock 1985.
Christer Lingström var i början av 1980-talet kock på Riche under Werner Vögeli och hade ambitioner att starta egen restaurang. Valet föll på Edsbacka, som vid detta tillfälle inte hade inhyst en restaurang på över 100 år, men som var Sveriges äldsta ännu existerande krogbyggnad, om än i fallfärdigt skick. Återinvigningen skedde 1983, efter renovering av byggnaden. Efter en ekonomiskt svår start utsågs Lingström 1985 till Årets kock. Edsbacka krog tilldelades sedan först en och sedan två stjärnor av Michelinguiden. Då detta var första gången en restaurang i Sverige nått upp till tvåstjärnig nivå ledde detta till mycket uppmärksamhet för Christer Lingström och Edsbacka.
2008 meddelade Christer Lingström att han efter 26 år som krögare på Edsbacka lämnar sin krog per den 1 november, och att personalen med kökschefen Fredrik Pettersson i spetsen istället tar över. Lingström avser istället att starta en bistro i Strängnäs och själv arbeta som kock i köket.[uppföljning saknas]